# T250/251、T252/249次列车
T250/251、T252/249次列车是中国铁路运行于湖北省会武汉至四川省会成都之间的特快旅客列车，自2010年4月26日起开行，现由武汉铁路局武汉客运段负责客运任务，是连接两地的第2趟始发特快列车。列车使用直供电版中国铁路25K型客车，沿汉宜铁路、宜万铁路、达万铁路、达成铁路运行，全程1229公里，途经湖北、重庆、四川二省一市。其中武汉站至成都东站运行17小时09分，使用车次为T250/251次；成都站至武昌站运行17小时43分，使用车次为T252/249次。

## 历史
2010年4月26日，为优化客车运行方案，满足民众出行需要，根据铁道部统一部署，武汉铁路局新增武汉－成都特快列车1对，车次为T250/251、T252/249次，经由汉丹、襄渝、达成线运行。
2010年12月23日，宜万铁路正式建成通车，从2011年元月11号起，宜万铁路增加9对客运列车，其中武汉到成都T250/251、T252/249次由原经由襄渝、汉丹线运行经路，改经由汉丹、长荆、焦柳、宜万、达万线运行。2011年5月8日，成都东站综合交通枢纽正式启用， 根据铁道部安排，T250/251、T252/249次列车调整至成都东站始发和终到，成为首先在该站始发的8趟列车之一。
2012年7月1日，汉宜铁路正式建成通车，T250/251、T252/249次再度变更运行经路，在湖北境内由汉丹、长荆、焦柳、鸦宜线改经由汉宜线运行，并增加停靠天门南、潜江、荆州等站，预计运营时间将比原先节省一小时。2014年7月1日，因武汉-成都间动车组班次增加，T250/251、T252/249次停运，原有的车底转配武昌至荆门的K8084/8085、K8086/8083次列车及武昌至十堰的T6772/6773、T6774/6771次列车。

## 列车编组
T250/251、T252/249次列车停运前使用配属武汉铁路局武汉车辆段的直供电25K型空调客车，采取17节编组，其中硬座车12节，硬卧车2节，软座车、行李车、和餐车各1节。车辆采用卫星定位技术和微机自动控制管理系统并装有电子防滑器，构造速度为160千米/小时。
| 车厢编号 | 1            | 2-3          | 4            | 5-8          | 9          | 10-17                   |
| 车型     | XL25K 行李车 | YW25K 硬卧车 | RZ25K 软座车 | YZ25K 硬座车 | CA25K 餐车 | YZ25K 硬座车（欠编1节） |

## 机车交路
T250/251、T252/249次列车由武汉铁路局使用江岸机务段的和谐3C型电力机车担当全程机车交路，武汉、成都两局机车乘务员跨局轮乘，其中武汉至宜昌东间由武汉铁路局武昌南机务段担当；宜昌东至万州间由武汉铁路局襄阳机务段担当；万州至成都间由成都铁路局成都机务段担当；三段机车乘务员分别在宜昌东站及万州站继乘。
| 车站区段               | 武汉 ↔ 成都                                          |
| 本务机车 配属 司机更替 | HXD3C 武局江段 武昌南/襄阳/成都司机在宜昌东/万州继乘 |